# Bothrogonia japonica
Bothrogonia japonica är en insektsart som beskrevs av Hajime Ishihara 1962. Bothrogonia japonica ingår i släktet Bothrogonia och familjen dvärgstritar. Inga underarter finns listade i Catalogue of Life.